# Generación del 98
Die Generación del 98 (deutsch Generation von 98) war eine literarische Bewegung in Spanien. Der Begriff geht auf José Azorín zurück, der ihn 1913 in der Artikelserie „La Generación de 1898“ verwendete.

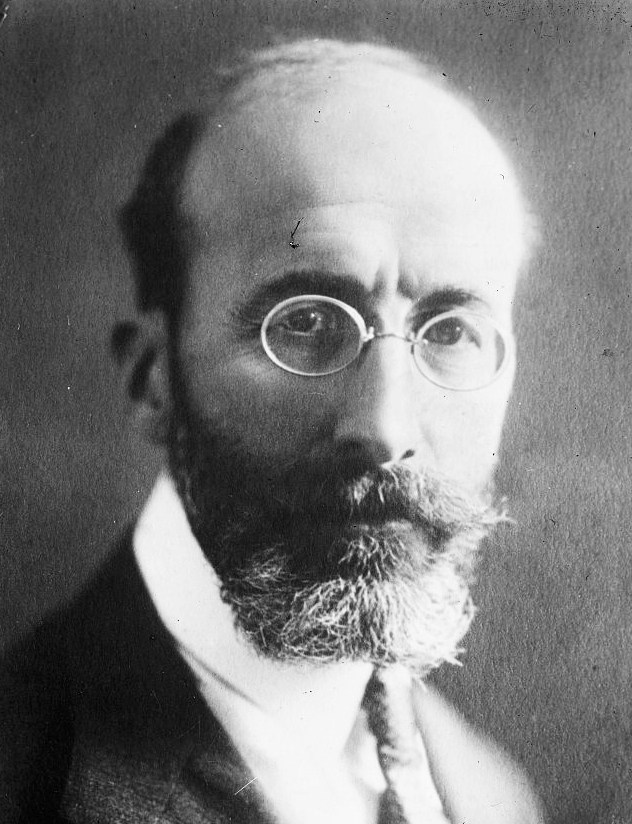
Ramón Menéndez Pidal

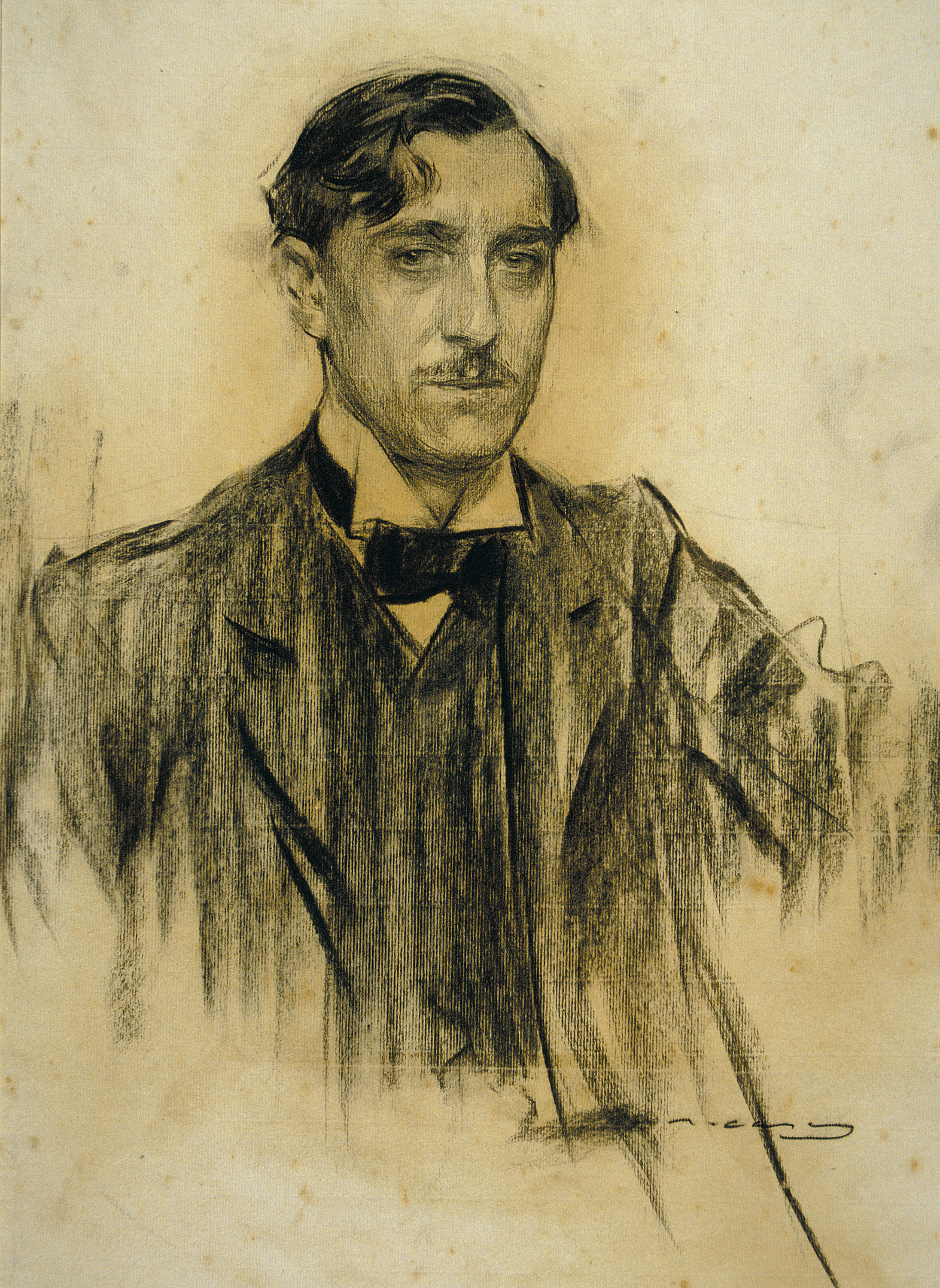
Ramiro de Maeztu (Porträt von Ramón Casas)

## Bezeichnung der Bewegung
Der Name der Bewegung spielt auf die desaströse Niederlage Spaniens im Spanisch-Amerikanischen Krieg und die daraus folgende angespannte soziale und politische Situation an. Am 25. April 1898 hatte Spanien den USA den Krieg erklärt. Den USA ging es in dem Konflikt um die Kontrolle über die verbleibenden Kolonialgebiete Spaniens und um den Zugang zu asiatischen Märkten durch die Philippinen. Am 1. Mai 1898 wurde die veraltete spanische Flotte in der Schlacht in der Bucht von Manila vom US-Asiengeschwader in nur wenigen Stunden komplett zerstört. Der Krieg endete mit der Besetzung Kubas, Puerto Ricos, Guams und der Philippinen durch die USA und für Spanien mit dem Verlust seiner letzten bedeutsamen Kolonien.
Obwohl die Bezeichnung von vielen Schriftstellern der Epoche (unter anderem von Pío Baroja) missbilligt wurde, hat sie sich allgemein durchgesetzt. Gemeinsame Merkmale der Schriftsteller der Generación del 98 sind etwa gleiches Alter (geboren etwa von 1864 bis 1875), ähnliche Biographien (Autodidakten), Interesse für Philosophie (vor allem Schopenhauer und Nietzsche) und vor allem in der Jugend ähnliche politische Ansichten (oft anarchistische Ideale). Viele Autoren waren außerdem durch persönliche Freundschaften und gemeinsame Projekte miteinander verbunden. 
Die Generación del 98 widmete sich insbesondere einer Analyse der Gründe für den Niedergang Spaniens, welcher seit 1898 nicht mehr zu beschönigen war. Sie versuchte Auswege aus der Krise durch eine geistige Neuorientierung Spaniens nach Europa aufzuzeigen. Ein wichtiger Aspekt dieser geistigen Wiederbelebung war die Erinnerung an das Goldene Jahrhundert der spanischen Kultur. Don Quijote, dem Unamuno einen Essay widmete, wurde zu einer literarisch-symbolischen Schlüsselfigur der teils noch der Spätromantik, teils dem Symbolismus bzw. Modernismo verpflichteten  Bewegung. Doch zeigt sich zugleich bereits der Konflikt zwischen den „Zwei Spanien“, der Interessenkonflikt zwischen den Lagern und die innere Zerrissenheit, die später zum Bürgerkrieg führen sollte.

## Mitglieder
Ursprünglich wurde die Gruppe aus der Grupo de los Tres gebildet. Ihr gehörten Pío Baroja, José Azorín und Ramiro de Maeztu an, die auch als wichtigste Vertreter der Generación del 98 gelten. Auch Joaquín Costa, Miguel de Unamuno, José Ortega y Gasset, Antonio Machado, Ramón María del Valle-Inclán, Vicente Blasco Ibáñez, Ramón Menéndez Pidal und Gabriel Miró werden oft zur Gruppe gezählt.

## Parallelentwicklung in Venezuela
Unter spanischem Einfluss entstand auch in Venezuela eine Gruppe um Pedro Emilio Coll (1872–1947), die als „Generation von 1898“ bezeichnet wurde.